# Demian Boldizsár
Demian Boldizsár (Szentpéter, 1803 körül – Alsókubin, 1852.) orvos.
Szentpéterről, Liptó megyéből származott, Árva vármegye főorvosa volt.
Orvosi cikkeket írt az Orvosi Tárba (1839–40.), Magyar Orvosok és Term. Munkálataiba (III. 1843.) és a Zeitschrift für Natur und Heilkundeba (1851.)

## Munkája
- Dissertatio inaug. med.-chirurg. de asphyxiis, Pestini, 1830.